# Île Parker (Canada)
L'île Parker est une île de Colombie-Britannique dans le Sud des îles Gulf.

## Géographie
Il y a sur l'île un terminal de câble HVDC Vancouver Island. 

## Histoire
Elle a été nommée en l'honneur du lieutenant de la Royal Navy, George Ferdinand Hastings Parker, membre de la Pacific Station. 